# Damon Runyon
Alfred Damon Runyan (Manhattan, 4 ottobre 1880 – New York, 10 dicembre 1946) è stato uno scrittore e giornalista statunitense.
Damon Runyon (lo storpiamento del cognome vero fu intenzionale: deriva da un errore di stampa di un quotidiano per cui lavorava  intorno al 1897, quando viveva a Pueblo, nel Colorado: divertito dall'errore, decise di mantenere così il cognome) iniziò la sua carriera come giornalista, diventando presto famoso in tutta l'America per le sue avvincenti cronache, nelle quali sapeva trattare ogni avvenimento, da una corsa di cavalli sulla pista di Saratoga a un'esecuzione sulla sedia elettrica di Sing Sing, in un modo particolare.
Amico personale del contabile del gangster Dutch Schultz, negli ultimi anni del proibizionismo fece ulteriore fortuna con le sue storie brevi, che raccontavano la Broadway di giocatori d'azzardo, allibratori, piccoli criminali e brave ragazze.
Quelle storie furono raccolte in più volumi, il più noto dei quali è Guys and Dolls (Bulli e pupe); da due novelle (The Idyll of Miss Sarah Brown e Blood Pressure) di questa raccolta fu tratto un omonimo musical, rappresentato per la prima volta a Broadway nel 1950. Joseph L. Mankiewicz e Ben Hecht in un film del 1955 interpretato da Vivian Blaine, Marlon Brando, Jean Simmons e Frank Sinatra. Dai suoi racconti fu tratta anche la serie televisiva antologica Damon Runyon Theater (1955-1956).
L'anno successivo, forte del successo della pellicola, uscì la versione italiana di Bulli e pupe, tradotta da Marcella Hannau per Longanesi.
Diversi film furono tratti dalle storie brevi di Damon Runyon, vennero girati da importanti registi e interpretati da grandi attori: uno fra questi fu Little Miss Marker (1934), che fece di Shirley Temple una star.

## Filmografia

### Sceneggiatore
- Signora per un giorno (Lady for a Day), regia di Frank Capra - soggetto (1933)
- A Very Honorable Guy, regia di Lloyd Bacon (1934)
- Little Miss Marker, regia di Alexander Hall (1934)
- Midnight Alibi, regia di Alan Crosland (1934)
- Million Dollar Ransom, regia di Murray Roth (1934)
- The Lemon Drop Kid, regia di Marshall Neilan (1934)
- No Ransom, regia di Fred C. Newmeyer (1934)
- George White's 1935 Scandals, regia di George White - contributi, non accreditato (1935)
- Princess O'Hara, regia di David Burton (1935)
- Hold 'Em Yale, regia di Sidney Lanfield (1935)
- Joe and Ethel Turp Call on the President, regia di Robert B. Sinclair - storia A Call on the President (1939)
- Dedizione (The Big Street), regia di Irving Reis - soggetto (1942)

### Produttore
- Dedizione (The Big Street), regia di Irving Reis (1942)